# Хлібне перемир'я
Хлібне перемир'я — перша п'єса, написана українським письменником, громадським діячем, фронтменом гуртів Жадан і Собаки та Лінія Маннергейма, Сергієм Жаданом. Вперше опублікована в 2020 році.

## Анотація
Що робити, коли не довіряєш навіть найближчим рідним? Як вибиратися з пастки, до якої сам себе загнав? Кому можна розповісти про найважливіше, якщо мову зламано, а вміння слухати й розуміти залишилося в довоєнному минулому? Події п’єси «Хлібне перемир’я» відбуваються влітку 2014 року. Історія однієї смерті поступово перетворюється на історію цілого покоління, на історію стосунків між дітьми та батьками, на історію зради й недовіри, сповнену комічних слів і трагічних сенсів, поєднувати які так досконало вміє Сергій Жадан. Війна триває, і жодне перемир’я не здатне загоїти завданих ран: вони й далі нитимуть, назавжди змінюючи життя людей, які зовсім не збиралися воювати.

## Герої
- Молодший брат Толік (головний герой)
- Старший брат Антон (головний герой)
- Тьотя Шура
- Жінки-плакальниці
- Сусід-фермер
- Вагітна сусідка Маша
- Поштар

## Коментар автора

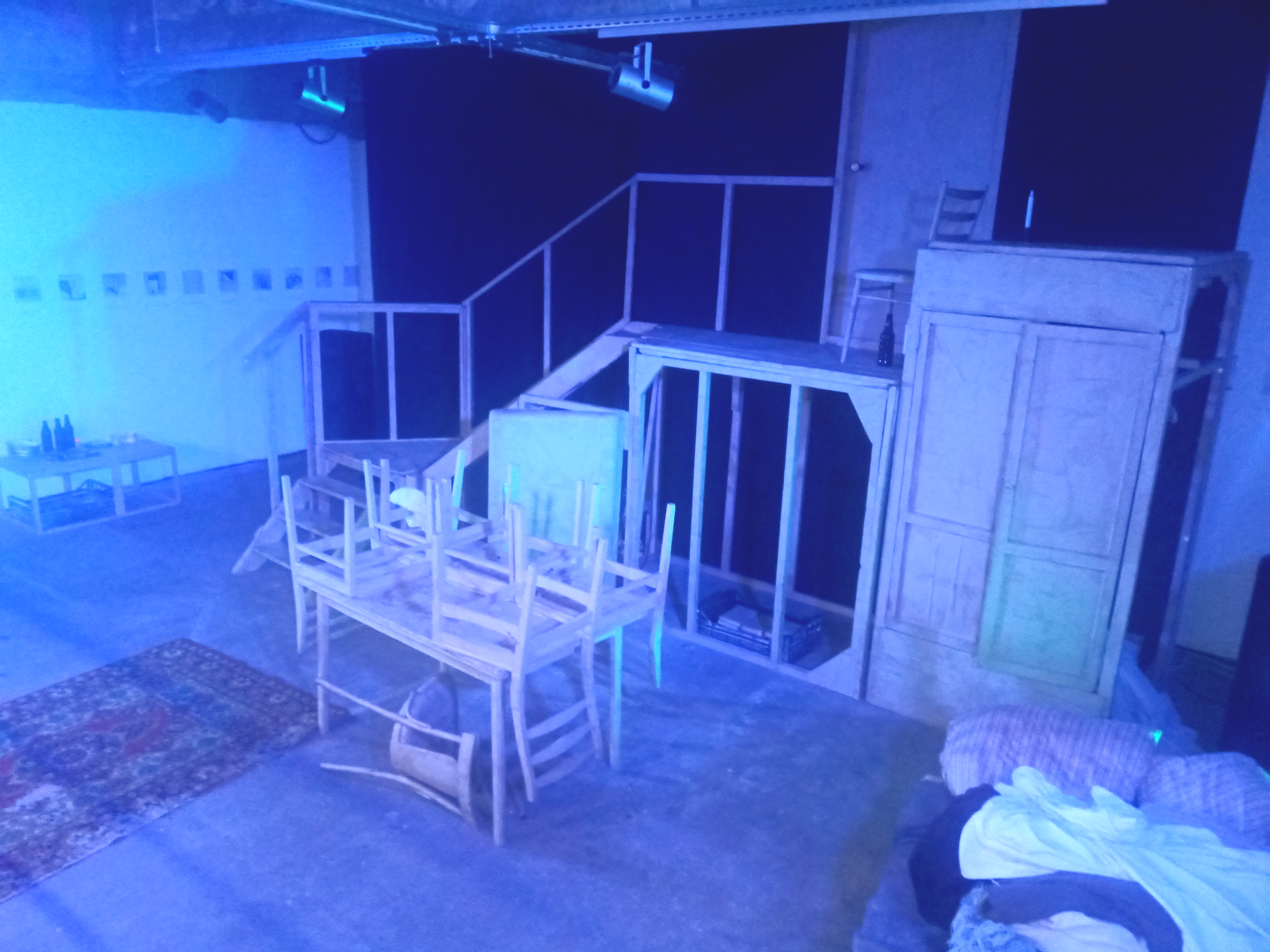
Сцена вистави «Хлібне перемир'я» у ЄрміловЦентрі.

«Це історія про літо 2014 року. Перше літо російсько-української війни, літо, мабуть, найбільш жорстоке і криваве, коли відбувалися найбільші бої. Про той момент, коли у липні було оголошено перше перемир’я. Воно проходило під знаком, що треба збирати врожай, і тому називалося «хлібним». Але та сторона використала його на свою користь – підтягувала сили, з Росії заїжджало озброєння. Це був дуже дивний момент, коли була ілюзія, що війну можна швидко закінчити і що Україна поверне контроль над тими неконтрольованими територіями. Так не сталося. От я цей момент спробував зафіксувати в п’єсі», — каже Сергій Жадан.

## Літературне значення
«Хлібне перемир'я» — важлива п'єса, яка віддзеркалює історичні реалії ситуації, що склалася в Україні на тлі війни. Кожна сторінка пронизана страхом, переживаннями, смертю, жахом від того, що коїться навколо, і, найголовніше, — вірою. Цей твір був поставлений у Харківському театрі імені Т. Шевченка «Березіль» та в Київському театрі драми та комедії, вистави в яких збирали аншлаги.
Ця п'єса є першим драматичним твором Сергія Жадана, чим викликала зацікавленість у читачів.
«Хлібне перемир'я» стала номінантом на премію «Еспресо. Вибір читачів» для вікової категорії — дорослі.